# Kyrá Panagiá

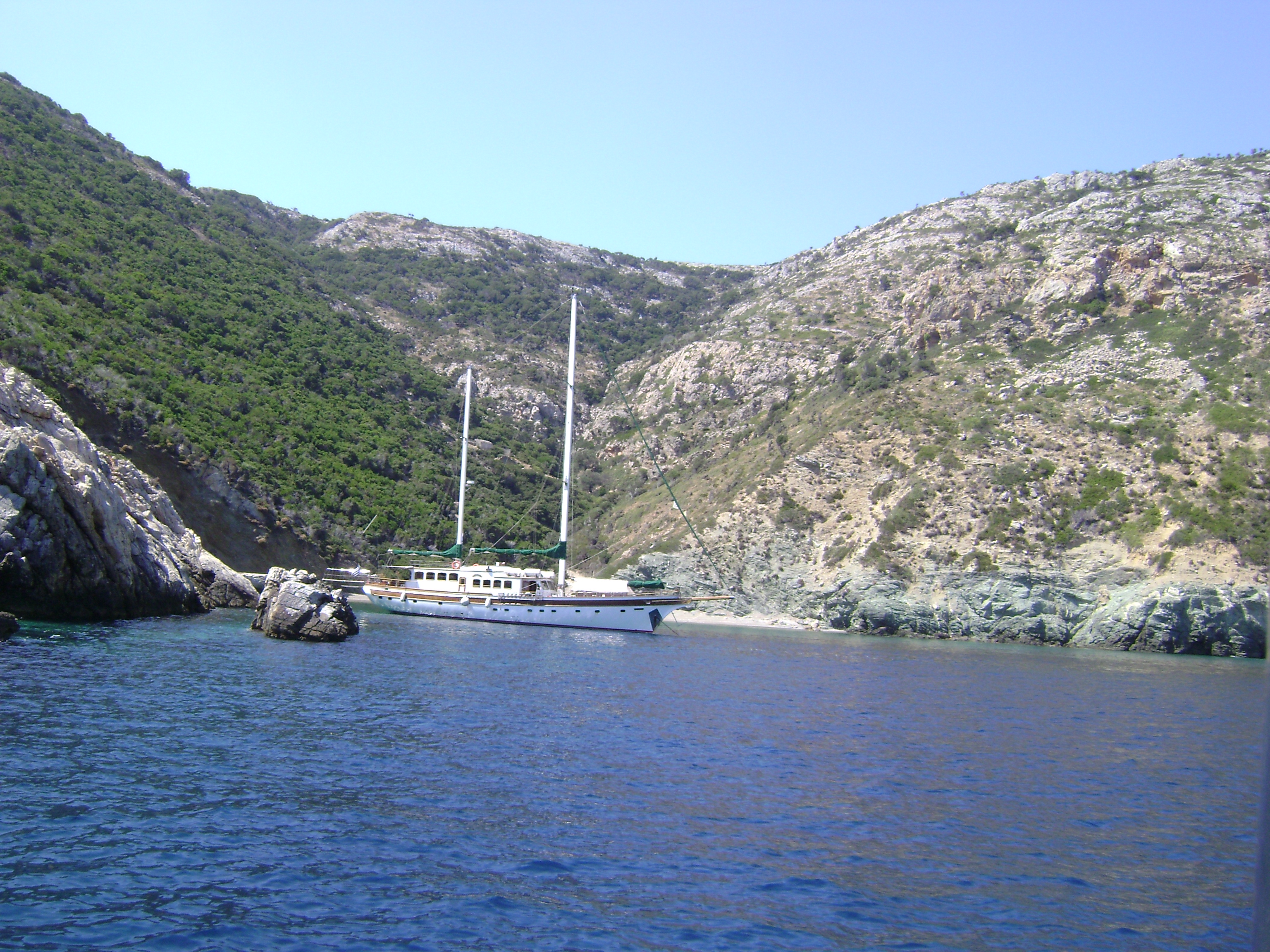

Kyrá Panagiá (en grec moderne : Κυρά Παναγιά) est une île grecque de l'archipel des Sporades. Elle est administrativement rattachée à la municipalité d'Alonnisos. L'île est également connue sous le nom de Pelagos et plus rarement Pelagonisi. Une baie au sud-ouest de l'île est nommée Ágios Pétros. 
L'île appartient au monastère de la Grande Laure de l'Athos, à qui elle fut accordée par l'empereur byzantin Nicéphore II Phocas en 963. Un monastère à l'est de l'île entièrement restauré est habité par trois moines au 31/08/2018.

## Îles et îlots proches
Ses plus proches îles et îlots sont Gioúra au nord-est, et l'île principale d'Alonnisos au sud-ouest. 

## Population
D'après le recensement de 1991, un seul individu habitait l'île, ce qui en avait fait le district municipal de Grèce le moins peuplé. Le recensement de 2001 a fait état d'une population de 10 habitants.